# Protestantische Kirche (Impflingen)
Die denkmalgeschützte Protestantische Kirche der Ortsgemeinde Impflingen (Verbandsgemeinde Landau-Land) steht an der örtlichen Kirchstraße im Landkreis Südliche Weinstraße (Rheinland-Pfalz). Sie ist gemeinsam mit der Protestantischen Kirche in Insheim Kirche der Protestantischen Kirchengemeinde Impflingen und Insheim und gehört zum Kirchenbezirk Landau der Evangelischen Landeskirche der Pfalz.

## Beschreibung
Bei dem Kirchengebäude handelt es sich um eine mit dem Jahr 1726 bezeichnete Saalkirche im Stile des Barock. Sie liegt von der Kirchstraße aus gesehen hinter dem historischen Rathaus Impflingens. 
Der Kirchengemeinde gehören nach eigener Darstellung etwa 500 Mitglieder an.

## Orgel
Die Kirche verfügt über eine historische Orgel, deren historische Substanz weitgehend erhalten ist. Sie wurde 1778 durch den kurpfälzischen Hoforgelmacher Andreas Krämer für 480 fl. gebaut. Das Instrument verfügt über 14 Register auf einem Manual und Pedal. Im Jahr 1937 erfolgte eine veränderungsfreie Instandsetzung durch J. Poppe aus Landau. Im Zweiten Weltkrieg entfernte man die Zunge im Pedal; sie wurde im Rahmen einer Restaurierung durch Oberlinger 1964 wieder eingesetzt. Die ursprüngliche Posaune 8′ wurde bei dieser Restaurierung durch eine Posaune 16′ ersetzt. Eine Umhängung der Traktur veränderte die Stimmung der Orgel. Im Jahr 1995 erfolgte eine Restaurierung durch Orgelbau Vleugels.
Die heutige Disposition lautet:
| Manual CD–c3  |       |
| Großgedackt   | 8′    |
| Salicional    | 8′    |
| Viola di Gamb | 8′    |
| Principal     | 4′    |
| Flöte         | 4′    |
| Quinta        | 3′    |
| Octav         | 2′    |
| Cornett IV    | 4′    |
| Mixtur IV     | 1 ⁄2′ |
| Trompet       | 8′    |
| Vox Humana    | 8′    |

| Pedal    |      |
| Subbaß   | 16′  |
| Octavbaß | 08′  |
| Posaune  | 016′ |

Anmerkungen
1. ↑  c1
2. 1 2  b0

Die Spiel- und Registertraktur sind mechanisch. Die Windladen sind als Schleifladen ausgeführt.
- Koppel: Pedalkoppel